# Der Typ vom Grab nebenan
Der Typ vom Grab nebenan (Originaltitel: Grabben i graven bredvid, DVD-Titel: Mein Bauer, seine Kuh & Ich) ist ein schwedischer Film aus dem Jahr 2002, der auf dem Roman Der Kerl vom Land – Eine Liebesgeschichte von Katarina Mazetti basiert. Regie führte Kjell Sundvall, das Drehbuch schrieb Sara Heldt. Die Hauptrollen spielten Elisabeth Carlsson und Michael Nyqvist.

## Handlung
Die Bibliothekarin Desirée Wallin, deren Mann Örjan bei der Vogelbeobachtung von einem Lastwagen getötet wurde, trifft auf dem Friedhof, auf dem Örjan ruht, auf den alleinstehenden Landwirt Benny Söderström, der das Grab seiner Eltern besucht. Beide Mitte dreißig, leben sie in völlig unterschiedlichen Welten. Sie trifft intellektuelle Freunde und besucht ihre senile Mutter im Altersheim, bei ihm dreht sich das Leben um 24 Milchkühe, die Zeit auf seinem Bauernhof scheint stehen geblieben zu sein.
Trotz, oder gerade wegen dieser gesellschaftlichen Unterschiede lernen sich die beiden lieben.
Diese Liebe zerbricht dann aber doch an den Gegensätzen und an Desirées Angst sich mit der Landwirtschaft in einer völlig anderen Welt zu binden. Zudem bekommt Desirée die ersehnte neue Stelle als Bibliothekarin in Stockholm – sie will die Provinz verlassen, hat Benny dies aber bis zuletzt verheimlicht.
Beide erkennen am Ende doch, dass sie mehr miteinander verbindet als trennt.

## Rezeption
Am 2. August 2002 kam der Film in die schwedischen Kinos, wo ihn bis 2004 975.462 Besucher sahen. Bei einer Einwohnerzahl von ca. 9 Mio. war der Film in Schweden ein großer kommerzieller Erfolg, weshalb Kinostarts in Norwegen, Finnland, Dänemark, Deutschland und Österreich folgten. In Deutschland, wo Der Typ vom Grab nebenan am 7. Oktober 2004 anlief, betrug die Besucheranzahl 9.260. Der österreichische Kinostart war der 25. Februar 2005.
Im Mai 2005 ist der Film in Deutschland auf DVD erschienen.

## Kritiken
- „Kjell Sundvalls Verfilmung von Katerina Mazettis Bestseller schlug in Schweden ein wie eine Bombe, rund 1 Million Besucher (bei einer Bevölkerung von 8,9 Millionen) wollten die romantische Komödie über die Irrungen und Wirrungen der beiden sympathischen Thirtysomethings sehen. Eine nette und harmlose Romantic Comedy, bei der vor allem die Schauspieler gefallen. Doch für den anspruchsvollen Geschmack bietet das Ganze doch zu wenig Überraschungen, um mehr als nur ein kurzes Schmunzeln über die nette Grundidee auf die Lippen zu zaubern.“ (www.kino-zeit.de)

## Auszeichnungen
Guldbagge-Award 2003:
- Bester Hauptdarsteller (Bästa manliga huvudroll): Michael Nyqvist
- Nominierung für Beste Hauptdarstellerin (Bästa kvinnliga huvudroll): Elisabeth Carlsson
- Nominierung für Beste Regie (Bästa regi): Kjell Sundvall
- Nominierung für Bester Film (Bästa film): Börje Hansson, Charlotta Denward
- Nominierung für Bestes Drehbuch (Bästa manuskript): Sara Heldt

## Sonstiges
- Der Roman von Katarina Mazetti, Grabben i graven bredvid (Der Kerl vom Land – Eine Liebesgeschichte), auf dem der Film basiert, steht in Desirées Buchregal.
- Für den Film wurden den mitwirkenden Kühen Hörner angeklebt.
- Die DVD erschien in Deutschland unter dem Titel „Mein Bauer, seine Kuh & Ich“.